# Antirrhea taygetina
Espèce
Antirrhea taygetina est une espèce de lépidoptère de la famille des Nymphalidés et du genre Antirrhea.

## Dénomination
Antirrhea taygetina a été décrit par Arthur Gardiner Butler en 1868.

### Sous-espèces
- Antirrhea taygetina taygetina présent au Brésil.
- Antirrhea taygetina rodwayi Hall, 1939; présent en Guyana.
- Antirrhea taygetina ssp
- Antirrhea taygetina ssp; présent en Équateur[1].

### Nom vernaculaire
Antirrhea taygetina se nomme Taygetina Brown Morpho en anglais.

## Description
Antirrhea taygetina est un grand papillon aux ailes antérieures à bord externe légèrement concave et aux ailes postérieures formant une pointe en n5. Le dessus est marron avec dans la partie postdiscale quelques taches rondes noires chez Antirrhea taygetina taygetina et chez Antirrhea taygetina rodwayi trois taches ovales foncées aux ailes antérieures et quatre taches ovales bleues aux ailes postérieures.
Le revers est marron nacré avec ou non une discrète ligne de points blancs.

## Écologie et distribution
Antirrhea taygetina est présent en Équateur, au Brésil et en Guyana,.

### Protection
Pas de statut de protection particulier